# Gentiana affinis
Gentiana affinis là một loài thực vật có hoa trong họ Long đởm. Loài này được August Heinrich Rudolf Grisebach mô tả khoa học đầu tiên năm 1837.

## Phân bố
Loài này là bản địa khu vực từ tây nam Canada tới miền tây và miền trung Hoa Kỳ.